# Замок Ньюкасл (Ньюкасл-апон-Тайн)
Замок Ньюкасл (англ. Newcastle Castle, для местных жителей — просто The Castle) — средневековое фортификационное сооружение в Ньюкасл-апон-Тайне, Англия, построенное на месте крепости, давшей городу название (в Средневековье город носил латинское наименование «Novum Castellum» — англ. «new castle» — рус. «новый замок»). Самыми известными сохранившимся укреплением на этом месте является донжон, главная каменная башня замка, и Чёрные ворота — укрепленный барбакан.

## История
Ещё во времена римлян это стратегически важное расположение использовалось в оборонительных целях — тогда здесь находились форт Pons Aelius (что означает «мост Адриана»), контролировавший мост через реку Тайн. Роберт Куртгёз, старший сын Вильгельма Завоевателя, в 1080 году построил на месте римского форта деревянный замок по типу мотт и бейли. Куртгёз построил «новый замок на Тайне» после того, как вернулся на юг из кампании против Малкольма III, короля Шотландии. Генрих II перестроил крепость в камне между 1172 и 1177 годами. Генрих III добавил Чёрные ворота между 1247 и 1250 годами. От римского форта, как и от деревянного замка мотт и бейли ничего не сохранилось. Крепость является памятником архитектуры I* степени и входит в список памятников древности.
Донжон и Чёрные ворота предшествовали строительству городской стены Ньюкасла, возведение которой началось приблизительно в 1265 году, и не включает её. После завершения строительства городских стен, обеспечивающих безопасность города, надобность в замке отпала. В 1589 году, во время правления королевы Елизаветы I, замок описывали как руинированный. С начала XVII века ситуация усугублялась строительством магазинов и домов вплотную к крепости.
В 1643 году, во время гражданской войны в Англии, мэр Ньюкасла — роялист сэр Джон Марли — отремонтировал и укрепил замок. В 1644 году шотландская армия, поддерживающая Парламент осаждала Ньюкасл три месяца, пока гарнизон не сдался. В XVI—XVIII веках крепость использовалась как тюрьма. В XIX веке средневековое строение отреставрировали, крыша была перекрыта.
Замок находится в центре Ньюкасла, к востоку от железнодорожной станции. Расстояние в 23 м между цитаделью и барбаканом почти полностью занимает железнодорожный виадук — магистраль соединяет Лондон и Эдинбург, проходя в том числе через Ньюкасл. Ньюкаслский замок является историческим музеем и открыт для посетителей круглый год.